# Княгинин (Минская область)

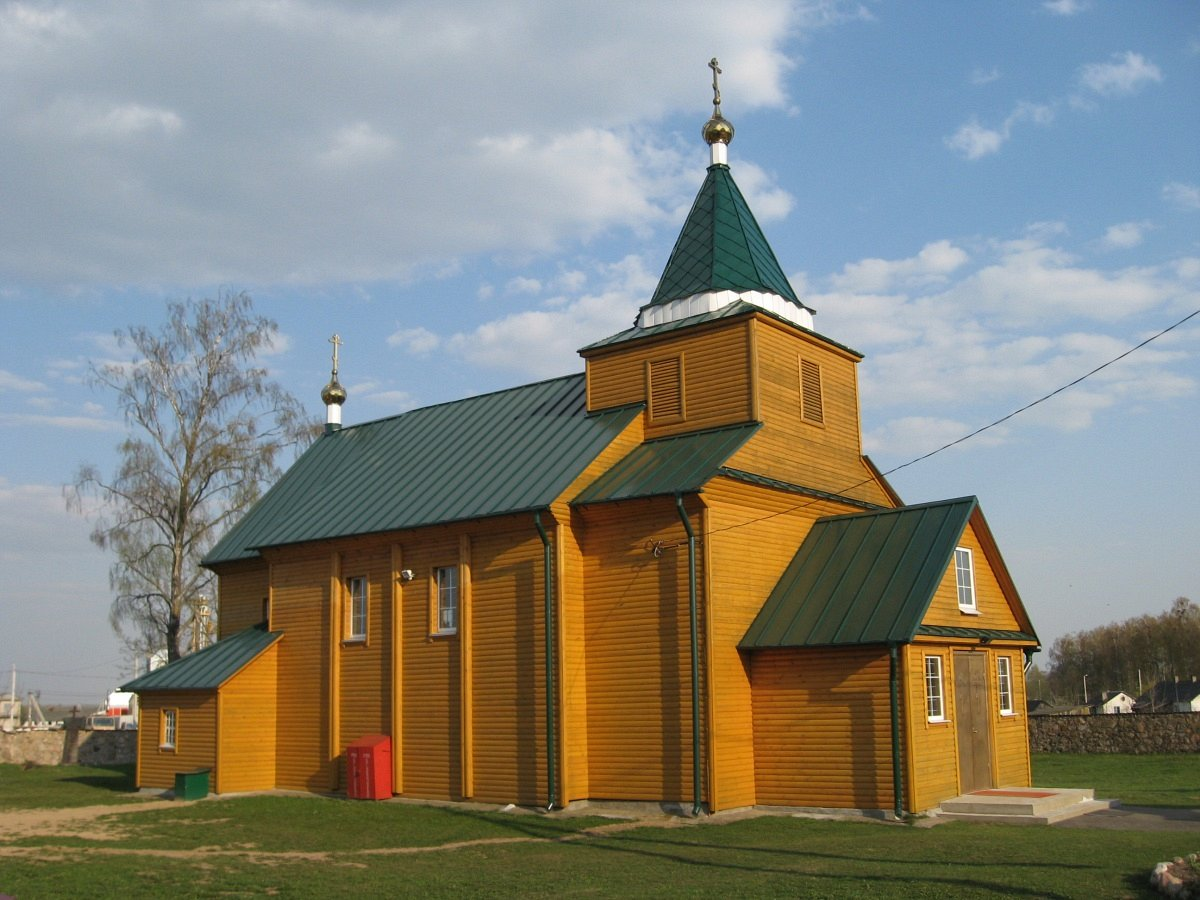
Троицкая церковь

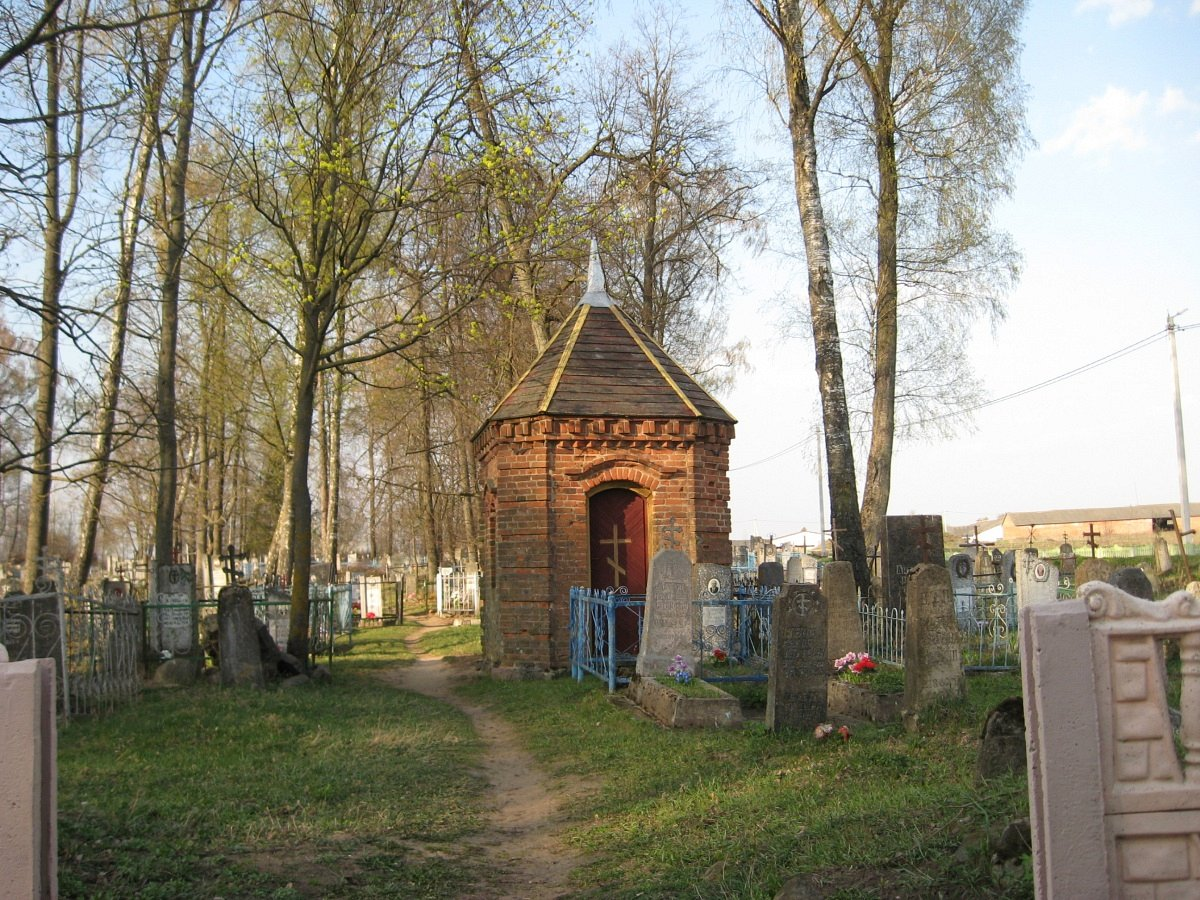
Кладбищенская часовня

Княгинин (бел. Княгінін) — агрогородок в Мядельском районе Минской области Белоруссии. Административный центр Княгининского сельсовета.

## География
Княгинин находится в юго-восточной части Мядельского района неподалёку от границы с Вилейским районом в 25 км к юго-востоку от Мяделя и в 25 км к северо-востоку от Вилейки. Местность принадлежит бассейну Немана, рядом с Княгинином протекает река Наква, приток Сервеча. По западной окраине посёлка проходит автодорога Мядель — Сосенка. В посёлке есть ж/д станция Княгинин на линии Молодечно — Полоцк.

## История

### Эпоха феодализма
Княгинин упоминается с XV века. В 1493 году по актам Литовской метрики здесь существовало шляхетское имение. В грамоте великого князя Александра Ягеллончика подтверждается купчая пана Яна Юревича на земли в Княгине (1493):
"Александр Божию. Бил нам чолом пан Троцкий, наместник Полоцкий, пан Ян Юревич ... такжо купил у Богдана Некрашевича земли в Княгине, а в сестры его земли у Княгине ж... Писан в лето 7001. Индикт 11. Приказ пана Миколаев Радивиловича, воеводы Виленского, канцлера".
Король Сигизмунд I передал во владение Евстафию Слизню на Ошмянщине деревни Мотыки, Курзин, Узла, Княгинин и Студенки.
21 ноября 1583 года была проведена инвентаризация поместья Княгинин Ошмянского повета, владельцем которого являлся Войтех Котел.
В 1590 году Войтех вместе с супругой Мариной отдали своё поместье в залог Григорию Волку.
В Национальном историческом архиве Беларуси в Гродно хранится расписка помещика Боницкого помещику Слизню о получении арендной платы с имения Княгинин в 1679 г.
Позже село Княгинин перешло во владение семьи Поклевских-Козелло. Административно входило в Ошмянский повет Виленского воеводства. В имении находилась Преображенская церковь в Берковщине, известная, по архивным данным, с 1713 года.
В 1793 году, в результате второго раздела Речи Посполитой, Княгинин вошёл в состав Российской империи. Волостной центр Вилейского уезда (10 сельских общин, 55 населённых пунктов, 473 двора, 6051 житель, 17 696 десятин земли).
Сохранилась "Ревизская сказка им. Княгинин пом. Иосифа Козелла за 1834 г." и "Ревизская сказка им. Княгинин. 1850 год".
В 1846 году имением Княгинин владел помещик К. И. Козелла. Имение насчитывало 5 сел и застенок, 26 дворовых крестьян. Здесь располагались 2 мельницы, 3 кабака, винокурня.
В 1863 вспыхнуло демократически-освободительное восстание. Местные жители приняли активное участие в борьбе с царскими войсками. После разгрома отряда Винцета Козелл-Поклевского, часть повстанцев были захвачены в плен и казнены в Княгинине. На окраине деревни сохранился чугунный крест на братской могиле повстанцев.

### Эпоха капитализма
С 1866 года действовало мужское народное училище. В 1892/1893 учебном году в нём учился 71 мальчик.
В 1890 году на винокурне работали 11 батраков, действовала паровая машина.
В женском народном училище в 1892/1893 учебном году учились 15 девочек.

В книге «Материалы по истории и географии Дисненского и Вилейского уездов Виленской губернии» (Витебск, 1896) о церкви в селе Княгинине рассказывается следующее:
«Нынешний деревянный храм Св.-Троицы, бывший прежде униатским, основан, по преданию, каким-то Родзевичем; ещё во времена унии в нём был иконостас».
В 1897 году — село, 12 дворов, 51 житель, волостное правление, народное училище, магазин, трактир.
В 1904 году — село, 17 жителей, 2 православные усадьбы (4 и 5 жителей), имение Старо-Княгинин, 46 жителей, владение Козеллы.
В XIX веке на месте старой церкви была возведена деревянная Троицкая церковь.

### Первая мировая война
Во время Первой мировой войны важное значение имела железнодорожная станция "Кривичи", располагавшаяся в Княгинине (в настоящее время - железнодорожная станция "Княгинин"). На немецких военных картах того времени на месте современного Княгинина была обозначена только деревня Васюльки.

В сентябре 1915 года Княгинин подвергся значительному разрушению из-за нашествия немецкой кавалерии во время Свенцянского прорыва. В районе ж/д станции произошёл бой между немецкими кавалеристами и русскими бойцами из 4-го стрелкового полка. Из дневника полковника Фёдора Степановича Данилевского (1862-1922), командира 4-го стрелкового полка: 
"2 сентября. Наш эшелон прибыл на станцию Кривичи в 5 час. 30 мин. утра и после выяснения обстановки, совместно с 3 стрелковым полком, приняли боевое положение. Выслали отряды. Мосты впереди оказались взорваны. 4 железнодорожный батальон, капитан Туманов, выехал на починку, но ко времени нашего отхода не успел исправить. В 7 часов вечера, после упорного боя и тогда, когда немцы зашли нам в тыл, командир полка приказал отходить. Собрались за речкой и  в 9 часов вечера двинулись на местечко Долгиново. Куда прибыли в 4 часа утра".
Командир 6-го Таурогенского пограничного конного полка 10-й Сибирской стрелковой дивизии полковник Дмитрий Николаевич Логофет (1865 - 1922) на страницах военного журнала "Разведчик" поделился своими впечатлениями от увиденного на станции Кривичи:
"Землянки, изредка встречающиеся по линии железной дороги, густо раскинулись около станции К. [Кривичи], совершенно сожженной немцами при отступлении. Самое здание станции спешно ремонтируется, а пока все служащие и различные чины разместились в землянках, которые, в свою очередь, устраивают интендантские и инженерные склады и войсковые части. Один перед другим архитекторы, по необходимости, изощряются как можно лучше устроить свое жилище, доставая для этого оконные рамы, двери и железные печи. В некоторых уже настланы полы и поселились офицеры. Получилось теплое и уютное помещение, так мало похожее на квартиры мирного времени".
Согласно воспоминаниям генерала свиты Его Величества Владимира Фёдоровича Джунковского, командира бригады 8-й Сибирской стрелковой дивизии, при станции Кривичи располагался в шатрах второй Иверский госпиталь.
28 марта 1916 года со станции Кривичи в дер. Узла прибыл великий князь Георгий Михайлович для награждения отличившихся участников Нарочской операции. На станции Кривичи был выставлен почётный караул, который в последний момент отменили.
В Княгинине также располагался 426-й полевой подвижной госпиталь. На деревенском кладбище похоронены около 2,5 тысяч солдат российской армии, погибших во время Нарочской операции в марте 1916 года. Краевед Евгений Антонович с помощью 52-го специализированного поискового батальона установил ещё одно место общего захоронения российских солдат возле улицы Привокзальная (27-30 чел., в том числе лётчик).
В июне 1916 г. в 426-м госпитале умер от раны подполковник 25 особой конной сотни Оренбургского казачьего войска Иван Алексеевич Букреев в возрасте 51 года. За храбрость в бою 28 января (10 февраля) 1915 года был награждён золотым Георгиевским оружием. Совершал погребение священник 426 полевого подвижного госпиталя Петр Тычинин,  тело было отправлено для предания земле на ст. Челябинск в ст. Никольскую.

### Революционные события
После Февральской революции и отречения царя Николая II, на железнодорожную станцию Кривичи (сейчас станция Княгинин) прибыли представители фракции большевиков Вилейского уездного Совета рабочих, солдатских и крестьянских депутатов унтер-офицеры Никулин, Левицкий и Рабинович. В госпитале на ст. Кривичи прошло собрание. На собрании единогласно были избраны в Кривичский волостной Совет крестьянских и батрацких депутатов были избраны унтер-офицер Никулин, солдаты Клемятич и Стефан Александрович Будзько, уроженец близлежащей д. Заречное. После июльских событий 1917 года, когда по приказу Временного правительства была расстреляна демонстрация большевиков, в Кривичской волости прошёл митинг протеста. На митинге было высказано недоверие старому составу волостного совета, в который входили представители различных партий. Прошли перевыборы. Председателем нового Совета был избран Стефан Александрович Будько. В Совет вошли также С.В. Мисун, А.К. Зимнохо, З.О. Чернявский, Е.П. Никулин, П.И. Аврейцевич, С.И. Селицкий, А.Ф. Шахович, В.А. Мисун, Н.В. Будзько, С.Х. Рабинович, А.А. Будзько.
Представители Кривичского волосного Совета начали раздел земли и имущества богачей. Бедные бесплатно получили десятки гектар пахотной земли, скот, сенокос, лес. Исполком первого в Кривичах Совета крестьянских и батрацких депутатов проводил по заданию большевиков митинги, распространял газеты, листовки.
После Октябрьской революции при волостном Совете организовалась группа сочувствующих большевикам. В начале 1918 г. создаётся партийная ячейка. Совет оказывает поддержку беженцам с территорий, захваченных кайзеровскими войсками.
По заданию большевиков Левицкого и Никулина члены Совета участвовали в агитационной работе, раздавали политическую литературу, которая издавалась в Петрограде. Бывший батрак Александр Казимирович Зимнохо проводил собрания крестьян и зачитывал им революционные издания, а также газеты "Звезда", "Крестьянскую газету", которые издавались в Минске.
В 1918 г. в бывшем имении открыта школа.
Во время кайзеровской оккупации, волостной Совет прятался в подполье. С приходом Красной армии большинство добровольцев записались в состав 145-го полка 17-й стрелковой дивизии.

### Междувоенный период (1921-1939)
В результате Рижского мирного договора 1921 года Княгинин вошёл в состав межвоенной Польши, где был в составе Вилейского повета Виленского воеводства.
В 1921 г. фольварок Старо-Княгинин в составе Кривичской гмины  - 3 двора и 67 жителей; фольварок Княгинин в составе Костеневичской гмины - з двора и 15 жителей. Действовал полицейский участок.
В 1924 г. уполномоченный от крестьян деревень Васюльки, Митьковичи, Княгинин и ст. Кривичи  Александр Антонович подал школьному инспектору Вилейского уезда прошение заменить существующую в Княгинине польскую школу на белорусскую. К прошению приложил 32 декларации на 52 ребёнка, родители которых добивались обучения на родном языке. Инспектор ответил отказом, сославшись, что "мало беларусов".
В 1925-1927 гг. в деревне проводил культурно-просветительскую работу среди населения драматический кружок (руководитель А.П. Антонович).
В июне 1926 г. активисты кружка стали членами Белорусской крестьянско-работницкой громады. Распространителями литературы БСРГ (Громады) и КПЗБ занимались Александр Антонович, Николай Климович и Иосиф Хильман.
К 1939 году число жителей превысило 100 человек.

### Вторая мировая война
С сентября 1939 года в составе БССР. С 12.10.1940 г. - центр сельсовета Кривичского района Вилейской области. В Великую Отечественную войну с начала июля 1941 года до июня 1944 года находился под оккупацией. Освобождён партизанами бригад имени С. М. Будённого и имени Л. М. Доватора, которые удерживали станцию и посёлок до подхода Советской армии. В 2017 году статус участника войны получила разведчица отряда С. Будённого - Подберезкая Варвара Фёдоровна, которая в годы войны проживала возле железнодорожной станции. Согласно донесению № 6  командира отряда И.С. Рябко, 18 мая 1944 года в 12 часов была проведена диверсия в местечке Молодечно: "связной Бобрович Татьяной из д. Альсевичи и Подберезной Варькой со ст. Княгинин было продано масло, отравленной сулемой на станции Княгинин немецкому офицеру, которого вызвали в Молодечно, где и съели это масло, и в результате чего погибли 3 немецких офицера".

### БССР
С 15 августа 1947 года Княгининская школа расположилась в бывшей усадьбе Козелл-Поклевских.
В 1949 году 47 частных хозяйств деревень Княгинин и Васюльки объединились в колхоз "Путь к коммунизму". С 1957 г. деревня - центр колхоза "Кривичи".
С 20.01.1960 г. — в составе Минской области, с 25.12.1965 — в Мядельском районе.
В 1962 г. в Княгинине был открыт книжный магазин.
12.11.1966 населённые пункты Княгинин, поселек железнодорожной станции Княгинин, Старо-Княгинин, Митьковичи, Васюльки были объединены в деревню Княгинин.
По состоянию на 01.01.1997 г. — 464 двора, 1097 жителей. Деревня — центр Княгининского сельсовета. В деревне располагались конторы колхоза, железнодорожной станции, отделения связи и сберегательного банка, Дом культуры, библиотека, амбулатория, аптека, комплексный приёмный пункт бытового обслуживания населения, столовая, 7 магазинов, 2 частных магазина, средняя школа, детский сад, хлебоприёмное предприятие Вилейского комбикормового завода, отделение сельхозхимии, сельхозтехника, районная заготовительная контора, хозяйственный двор совхоза, ремонтные мастерские, животноводческий комплекс и ферма, межрайонное жилищно-коммунальное хозяйство, газонаполнительная станция, асфальто-бетонный завод, малое предприятие "Виком", база райпотребсоюза.

## Социально-экономическое развитие
По состоянию на 2016 год в Княгинине 3 переулка и 12 улиц.
Переулки: Школьный, Зелёный, Степана Будзько;
Улицы: 17 Сентября, Гагарина, Зелёная, Мира, Молодёжная, Новая, Октябрьская, Первомайская, Полевая, Привокзальная, Советская, Солнечная.

## Население
- 1897 год — 51 житель, 12 дворов.
- 1997 год — 1097 жителей, 464 дворов.
- 2009 год — 843 жителей.
- 2016 год — 807 жителей

## Достопримечательности
- Свято-Троицкая церковь (Княгинин). Построена в XIX веке на месте более старинной церкви XVIII века. Действующая. Памятник деревянного зодчества[10].
- Железнодорожная станция (1905).
- Преображенская церковь (Берковщина)
- Кладбищенская часовня (конец XIX-начало XX века).
- Братская могила русских солдат первой мировой войны.
- Крест на могиле повстанцев 1863 года Архивная копия от 10 января 2017 на Wayback Machine
- Общая могила воинов Первой мировой войны возле ул. Привокзальная Архивная копия от 22 декабря 2016 на Wayback Machine
- Обелиск в память 36 погибших земляков в  Великую Отечественную войну (1965)[5].

## Известные жители и уроженцы
- Антонович Иосиф Аркадьевич
- Будзько, Стефан Александрович
- Сухий, Николай Андреевич